# PARRY
PARRY は、ELIZAと共に有名な初期の会話ボットである。1972年、精神科医の Kenneth Colby がスタンフォード大学にいたころに作った。ELIZA が来談者中心療法のセラピストのからかい半分のシミュレーションであったのに対して、PARRY は偏執病的統合失調症患者をシミュレートしようとしたものである。プログラムは偏執病的統合失調症患者の振る舞いを大雑把にモデル化したもので、概念、概念化、信念（概念化についての判断: 受容、拒絶、中間）などに基づいている。会話戦略も組み込まれていて、ELIZA よりもずっと真面目で進んだプログラムであった。
PARRY と ELIZA（DOCTOR）は何度か対話したことがある。最も有名な会話は ICCC 1972 でのもので、PARRY と ELIZA は ARPANET 上の別ノード上で動作し、通信によって会話を行った。